# جاك إموردوك
جاك إموردوك (بالإنجليزية: Jack Murdock)‏ هو ممثل أمريكي، ولد في 28 أكتوبر 1922 في الولايات المتحدة، وتوفي في 27 أبريل 2001 ببربانك في الولايات المتحدة.

## أعمال

### أفلام
- (1988) رجل المطر[1][2]

## وصلات خارجية
- جاك إموردوك على موقع IMDb (الإنجليزية)
- جاك إموردوك على موقع ألو سيني (الفرنسية)
- جاك إموردوك على موقع أول موفي (الإنجليزية)
- جاك إموردوك على موقع قاعدة بيانات برودواي على الإنترنت (الإنجليزية)
- جاك إموردوك على موقع قاعدة بيانات الأفلام السويدية (السويدية)
- جاك إموردوك على موقع قاعدة بيانات الفيلم (الإنجليزية)
- جاك إموردوك على موقع كينوبويسك (الروسية)